# Oligosita variclava
Oligosita variclava är en stekelart som först beskrevs av Girault 1922.  Oligosita variclava ingår i släktet Oligosita och familjen hårstrimsteklar. Inga underarter finns listade i Catalogue of Life.